# Camila Cabello
Camila Cabello   (Benito Juárez, Cojímar i l'Havana, 3 de març de 1997) és una compositora i cantant cubano-mexicana nacionalitzada nord-americana. Va formar part del grup de noies Fifth Harmony. Cabello i les seves companyes van estrenar un EP i dos àlbums d'estudi. La seva sortida del grup va ser anunciada el desembre de 2016. Com a solista, les seves col·laboracions "I Know What You Did Last Summer" amb Shawn Mendes i "Bad Things" amb Machine Gun Kelly, van entrar al top 20 de la Billboard Hot 100, amb l'últim assolint el número 4. "Havana", l'avançament del seu àlbum d'estudi en solitari, ha aconseguit entrar en el top 10 en un gran nombre de països i és el primer número 1 de Cabello a Austràlia, Canadà i el Regne Unit.

## Discografia
- 2018: Camila
- 2019: Romance
- 2022: Familia
- 2024: C,XOXO

## Vida personal
Va començar a sortir amb el cantant canadenc Shawn Mendes el juliol del 2019. La relació va causar controvèrsia, ja que tots dos van ser acusats d'intentar formar una relació per fer publicitat, però Mendes va insistir que "definitivament no era un truc publicitari". La relació es va confirmar després del llançament de la seva cançó "Señorita". El novembre de 2021, Cabello i Mendes van anunciar la seva ruptura.